# Middleton, Lancashire
Middleton är en ort och civil parish i Storbritannien.   Den ligger i grevskapet Lancashire och riksdelen England, i den centrala delen av landet, 300 km nordväst om huvudstaden London. Middleton ligger 9 meter över havet och antalet invånare är 705.
Terrängen runt Middleton är platt. Havet är nära Middleton västerut.Runt Middleton är det ganska tätbefolkat, med 230 invånare per kvadratkilometer. Närmaste större samhälle är Lancaster, 7,5 km nordost om Middleton. Trakten runt Middleton består i huvudsak av gräsmarker.